# إيجي (أورن)
إيجي هي بلدية في أورن في شمال غرب فرنسا.